# Tele Alto Veneto
Tele Alto Veneto è stata un'emittente televisiva locale con sede a Bassano del Grappa. Fondata nel 1976 da Renato Furlani l'emittente era visibile in Veneto al canale 74.

## Storia
Dopo la fondazione nel 1976 ad opera di Renato Furlani, un grandissimo e rivoluzionario industriale veneto, negli anni Ottanta l'emittente entra a far parte del gruppo Panto assieme ad Antenna Tre Nordest fino al 1995, anno in cui Tele Alto Veneto viene comprata dall'allora editore di Televeneto Luigi Giacomuzzi.
Nel 1999 viene ricomprata da Giorgio Panto e da quell'anno l'emittente incomincia a mandare in onda la popolare trasmissione sportiva Qui studio a voi stadio.
In seguito l'emittente veneta entra a far parte della syindication Odeon TV.
Nel 2009 Tele Alto Veneto ritorna a far parte del gruppo Panto, allora presieduto da Thomas Panto in seguito alla morte del padre Giorgio.
Negli ultimi anni di esistenza Tele Alto Veneto era diventato un canale all news del Triveneto.

## Programmi
- 7 Treviso: le ultime news da Treviso
- 7 Venezia: le ultime news da Venezia
- 7 Padova: le ultime news da Padova
- 7 Vicenza: le ultime news da Vicenza
- 7 Belluno: le ultime news da Belluno
- 7 Udine: le ultime news da Udine

## Redazione
Tele Alto Veneto si appoggiava alla redazione di Antenna Tre Nordest